# Batalla de Smolensk (1943)
La segunda batalla de Smolensk, conocida en la historiografía soviética como Operación Ofensiva Estratégica de Smolensk (7 de agosto de 1943 – 2 de octubre de 1943) fue una gran ofensiva en la Segunda Guerra Mundial, lanzada por el Ejército Rojo sobre el Frente Oriental, simultáneamente con la batalla del Dniéper. Esta larga ofensiva de dos meses, llevada a cabo por los generales Andréi Yeriómenko y Vasili Sokolovski, pretendía eliminar toda presencia militar alemana, la Wehrmacht, en las regiones de Smolensk y de Briansk. La ciudad de Smolensk estaba bajo ocupación alemana desde la primera batalla de Smolensk, que se había llevado a cabo en 1941.
A pesar de una impresionante defensa alemana, el Ejército Rojo consiguió en el curso de esta batalla, abrir varias brechas decisivas, liberando ciudades importantes como Smolensk y Róslavl, entrando en la Bielorrusia ocupada. Sin embargo, debido a la firme oposición alemana, el avance de las tropas soviéticas fue lento y difícil, y la operación se tuvo que llevar a cabo en tres fases: (del 7 al 20 de agosto, del 21 de agosto al 6 de septiembre, y del 7 de septiembre al 2 de octubre).
La batalla misma de Smolensk constituye en sí una gran operación militar, pero fue importante también a causa de su impacto sobre la batalla del Dniéper, considerando que 55 divisiones alemanas tuvieron que ser movilizadas para la operación de Smolensk, es decir la cantidad de fuerzas militares que luego hicieron falta para impedir el avance de las tropas soviéticas que atravesaron el Dniéper en el sur. Además, esta batalla le permitió al Ejército Rojo hacer retroceder definitivamente a las fuerzas alemanas de la región de Smolensk y así alejar una importante amenaza de ataque sobre Moscú procedente del oeste.

## Contexto
Al término de la batalla de Kursk en julio de 1943, la Wehrmacht había perdido toda esperanza de recuperar la iniciativa en el Frente Oriental. Las pérdidas sufridas eran cuantiosas, incluyendo un gran número de sus mejores soldados, los que habían caído en el curso de los dos últimos años de combate, ocasionando una baja general en la eficiencia combativa. Esta situación no le dejó a la Wehrmacht otra elección que la de adoptar una actitud defensiva frente a los ataques soviéticos.
En el lado soviético, Stalin, que estaba determinado a proseguir la conquista de los territorios bajo ocupación alemana, decidió continuar el plan estratégico que había comenzado a fines de 1942 con la operación Urano, y que había desembocado en la batalla de Stalingrado. La batalla del Dniéper tenía por objeto a la vez recuperar Ucrania y rechazar hacia el oeste la parte meridional del frente de batalla. La operación de Smolensk fue lanzada simultáneamente, con el fin de debilitar las defensas alemanas, en el marco de una estrategia que obligaría a las reservas alemanas a replegarse hacia el norte, y de esta manera, disminuir considerablemente su presencia en la parte meridional del frente. Las dos operaciones eran de esta forma las dos caras de un mismo plan estratégico que buscaba recuperar la mayor cantidad de territorio soviético que estaba bajo ocupación alemana.

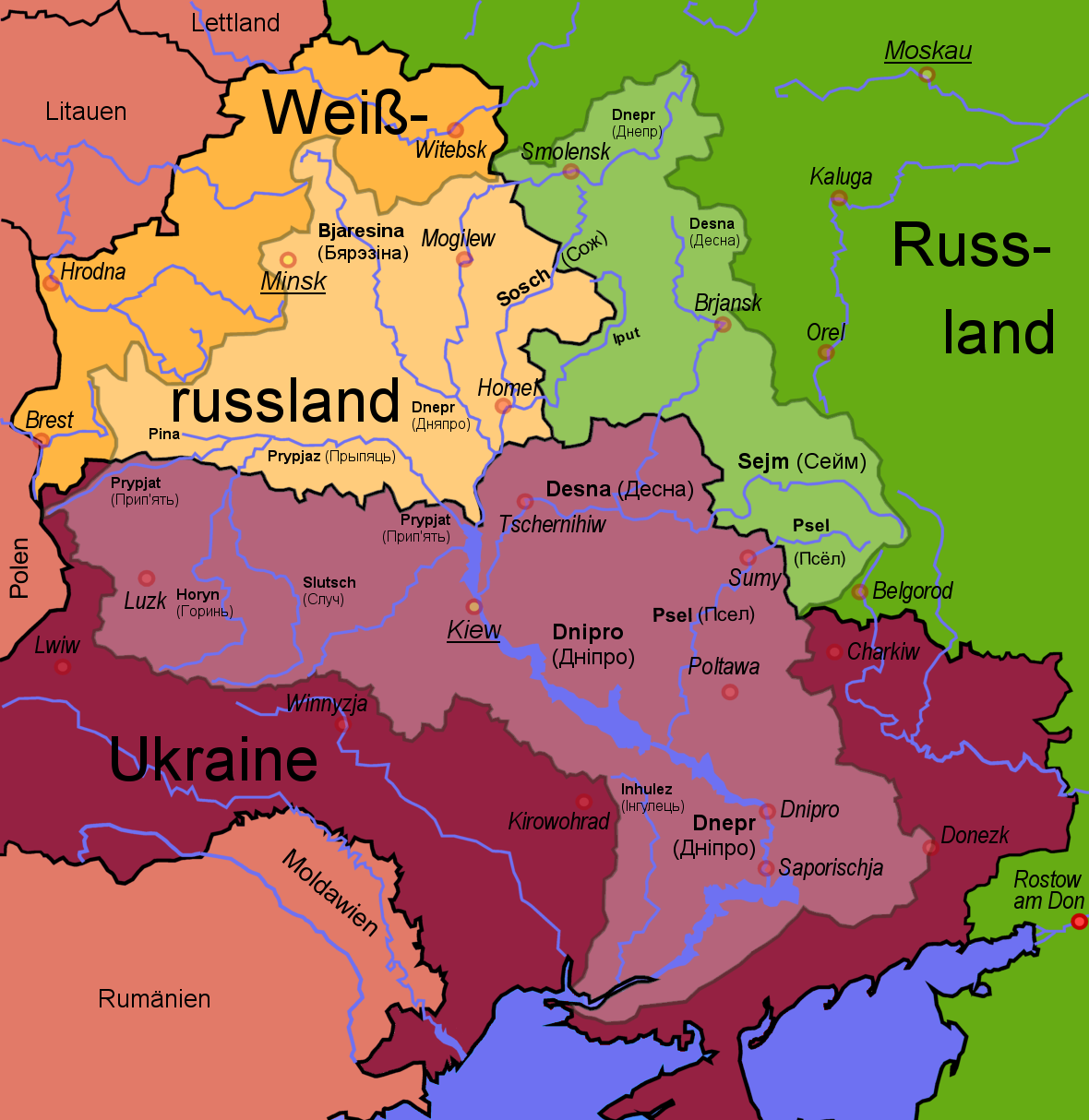
Un mapa de la zona de conflicto, con las fronteras actuales entre Rusia (verde), Ucrania (morado) y Bielorrusia (naranja). La superficie de la cuenca del Dniéper, repartida entre los tres estados, se representa con colores más claros. Al norte (en la actual Rusia) está la ciudad de Smolensk, sobre el río Dniéper poco antes de atravesar la actual frontera ruso-bielorrusa, a mitad de camino entre Minsk y Moscú.

### Geografía
La región en la cual se efectuó la batalla es una planicie con colinas bajas, hondonadas, zonas pantanosas y bosques, que limitaron las posibilidades en términos de movimientos militares. Las colinas más elevadas bordean los 250 a 270 metros, a veces más, lo que permitió una utilización óptima de la artillería defensiva. En 1943, el territorio constaba, en lo esencial, de bosques de coníferas y de bosques mixtos, con espesos matorrales.
El territorio además, está cruzado por numerosos ríos, siendo los más importantes de ellos el Daugava, el Dniéper, el Desná y el Ugrá. Ninguno de estos ríos es particularmente ancho (de 10 a 120 metros), ni particularmente profundo (de 40 cm a 2,50 metros), pero las zonas llanas y pantanosas que las bordean constituyeron un verdadero escollo, particularmente para las tropas mecanizadas.

### Transporte
Para las tropas soviéticas, la ofensiva se complicó por la falta de medios de transporte adaptados para la región. La red de carreteras no estaba muy desarrollada; los caminos pavimentados eran escasos. Después de las copiosas precipitaciones típicas del verano ruso, la inmensa mayoría de las vías utilizables se volvieron pantanosas (un fenómeno conocido como raspútitsa), que disminuyó considerablemente el avance del conjunto de las tropas mecanizadas y generó diversos problemas de logística. En cuanto a los ferrocarriles, las tropas soviéticas podían contar solo con una vía férrea particularmente grande: la línea Rzhev–Viazma–Kírov.
Por el otro lado, la Wehrmacht controlaba una red de carreteras y ferrocarriles mucho más extendida, concentrada principalmente a los accesos de Smolensk y de Róslavl. Estas dos ciudades constituían centros logísticos importantes, permitiendo el aprovisionamiento de las tropas alemanas y el transporte rápido de refuerzos. Las líneas ferroviarias más importantes eran la línea Smolensk–Briansk y la línea Nével–Orsha–Mogilev, que unían las tropas alemanas del oeste a las concentradas en la región de Oriol.

### Dispositivos ofensivos alemanes
Antes de la batalla, esta parte del frente era más o menos estable desde hacía cuatro a cinco meses (o hasta dieciocho meses, en ciertos lugares). Poseía además las características geográficas propicias para la colocación de un dispositivo de defensa sólida. Así, las fuerzas alemanas tuvieron tiempo de establecer posiciones defensivas importantes, contando con hasta cinco o seis líneas de defensa por lugares, sobre una profundidad total de 100 a 130 kilómetros.
La primera zona de defensa comprendía la primera línea defensiva (la principal) y la segunda, sobre una profundidad total que iba de 12 a 15 kilómetros, estaba colocada en la medida de lo posible en lugares situados en altura. La línea de defensa principal de 5 kilómetros de profundidad, constaba de tres series de trincheras y puestos de tiro, unidos por una red muy desarrollada de transmisión. La densidad de los puestos de tiro podía alcanzar el número de seis o siete por kilómetro de línea de frente. En ciertos lugares, donde se temía ataques de vehículos blindados, la tercera zanja era de hecho un foso antitanques en cuyo lado oeste era una pendiente, abrupta, protegía emplazamientos para la artillería, particularmente las ametralladoras. La primera línea del campo de batalla fue protegida por tres hileras de alambrados y un espacio importante cubierto de minas.
La segunda zona de defensa, situada cerca de 10 kilómetros bajo la primera y que cubría las perspectivas más importantes, fue bordeada por una serie de puestos de tiro unidos por trincheras. Fue protegida con alambrados, así como por campos de minados en los lugares donde ataques de vehículos blindados eran previsibles. Entre la primera y segunda zona de defensa, un conjunto de puestos de tiro de menor importancia y de guarniciones también había sido colocado con vistas a disminuir toda eventual avanzada soviética, en caso de que la primera línea de defensa llegara a caer. La artillería pesada fue situada detrás de esta segunda zona de defensa.
Finalmente, detrás de la línea de frente, tres a cuatro líneas suplementarias de defensa habían sido colocadas, por todas partes dónde esto era posible, sobre las orillas occidentales de los ríos. Por ejemplo, líneas defensivas habían estado instaladas sobre las orillas del Dniéper y del Desná. Es más, las principales ciudades situadas sobre la línea de defensa (tales como Yelnia, Dukovshina y Spas-Demensk) habían sido fortificadas y habían sido dotadas de refuerzos, con el fin de precaverse de la eventualidad de combates de larga duración: así, los caminos habían sido minados y se les había cubierto de dispositivos antitanques, además de haberse instalado puestos de tiro en los edificios más importantes y más elevados.

### Localización y configuración de la línea de combate
En julio de 1943, el Frente Oriental presentaba una forma cóncava relativamente lineal a excepción de un ángulo que volvía sobre la región de Oriol, creando para las tropas alemanas el riesgo de ser expuestas a ataques laterales procedentes del norte. Debido a esto, un número significativo de divisiones del Grupo de Ejércitos Centro (Heeresgruppe Mitte) fue afectado especialmente en esta parte del frente, debido a un temor (completamente fundado) de ofensiva superior en este sector.
A modo de ejemplo, a fines de julio de 1943, un despacho alemán indicaba:

Sobre el frente (...) tenido por el Grupo de Ejércitos Centro, numerosos signos testimonian la preparación de una ofensiva inminente aunque limitada (Róslavl, Smolensk, Vítebsk), así como maniobras que apuntan a la inmovilización del Grupo de Ejércitos Centro...

En estas condiciones, la ofensiva de las tropas soviéticas se aprestaba a ser particularmente difícil.

## Primera fase (7 de agosto - 20 de agosto)

### Brecha principal
Después de un día de investigación, pretendiendo determinar si las tropas alemanas escogerían retirarse o no de la primera línea de trincheras, la ofensiva se efectuó el 7 de agosto de 1943 a las 6:30 a. m. (con un bombardeo preliminar a las 4:40 a. m.), para una abertura hacia Róslavl. Tres ejércitos habían sido encargados para esta ofensiva: el 5.º, 10.º y 33.º Ejército.
Sin embargo, el ataque se encontró rápidamente confrontado con una resistencia maciza y pesada. Las tropas alemanas intentaron numerosas contraofensivas, desde sus posiciones de defensa sólidas y bien preparadas, apoyadas por tanques, carros de asalto y tiros de mortero, junto con armas pesadas. Así como lo recuerda el comandante Konstantin Rokossovsky, «literalmente debimos abrirnos un paso a través de las líneas alemanas, uno a uno». El primer día, las tropas soviéticas se habían acercado solamente 4 kilómetros, a pesar de estar utilizando todas las tropas disponibles empeñadas en esta operación (artillería, encargados de las comunicaciones y técnicos comprendidos).
A pesar de la virulencia de los ataques soviéticos, fue evidente rápidamente que los tres ejércitos no podrían conseguir la rotura de las líneas alemanas. Por consiguiente, se decidió utilizar en la batalla el 68.º ejército, mantenido en reserva. En el lado alemán, tres divisiones suplementarias (la 2.ª División Panzer, y 36.ª y 56.ª Divisiones de infantería) fueron enviadas al frente, desde la región de Oriol, para repeler el avance de los soviéticos.
El día siguiente, el 8 de agosto, el ataque prosiguió, con una tentativa de abertura simultánea en el norte, hacia Yártsevo. Ambos ataques fueron detenidos por una resistencia alemana extremadamente poderosa. Los cinco días siguientes, las tropas soviéticas avanzaron difícilmente y lentamente en las defensas alemanas, rechazando contraataques violentos y sufriendo pérdidas tremendas. El 11 de agosto, gracias al aporte de tropas de reserva, el Ejército Rojo había llegado a avanzar una profundidad de 15 a 25 kilómetros.
Los ataques siguientes, llevados a cabo por las fuerzas blindadas y las fuerzas del 6.º Cuerpo de Caballería, no produjeron ningún efecto significativo, y causaron pérdidas enormes debido a la violenta respuesta de las defensas alemanas, creando así una situación de callejón sin salida.

### Ofensiva de Spas-Demensk
En la región de Spas-Demensk, los acontecimientos fueron un poco más favorables para el 10.º ejército. En este sector en el cual la Wehrmacht disponía solo de pocas tropas y reservas limitadas, las tropas soviéticas lograron atravesar las líneas alemanas y avanzar 10 kilómetros en dos días.
Sin embargo, el 5.º Cuerpo Mecanizado soviético, especialmente desplazado desde Kirov con el fin de aprovechar la brecha en esta batalla, fue suspendido en su misión, principalmente a causa de la mala organización de la defensa antiaérea, que permitió a los bombarderos en picada alemanes, atacar de forma relativamente fácil las formaciones de tanques soviéticos. Las enormes pérdidas sufridas por el 5.º Cuerpo Mecanizado, lo forzaron a retirarse del combate. A pesar de eso, el 13 de agosto, las tropas soviéticas habían rechazado en 25 kilómetros suplementarios las líneas enemigas, liberando así Spas-Demensk.

### Ofensiva de Dukovshina
Por orden de la Stavka (el Estado mayor de las fuerzas armadas soviéticas), la ofensiva llevada a los accesos de Dukovshina se presentó casi una semana más tarde, el 13 de agosto. Sin embargo, como sobre otras partes del frente, los 39.º y 43.º Ejércitos se encontraron confrontadas con una virulenta oposición alemana. En el curso de solo primer día, las tropas alemanas emprendieron 24 contraataques de envergadura regimental, apoyados por tanques, carros de asalto y unidades de aviación.
Durante los cinco días siguientes, las tropas soviéticas llegaron a adentrarse solamente de 6 a 7 kilómetros y, aunque infligieron pérdidas importantes a las tropas alemanas, sus propias pérdidas fueron también elevadas.

### Causas del callejón sin salida
A mediados de agosto, se produjo una estabilización del frente sobre el perímetro del teatro de operaciones. El callejón sin salida que resultó de esto, aunque no constituía intrínsecamente una derrota, representaba sin embargo para el mando soviético un verdadero jaque. Varios factores pueden explicar este callejón sin salida. Así como lo comenta el teniente general Alekséi Antónov, «debíamos hacer frente a la vez a la hostilidad de los bosques y de los pantanos, y a la resistencia cada vez más fuerte de las tropas enemigas reforzadas por divisiones que llegaban de la región de Briansk».
El mariscal Nikolay Vóronov, exmiembro de la Stavka, analizó las causas de este callejón sin salida en sus memorias. Contó ocho:
1. El mando alemán estaba al tanto de la operación y se preparó para eso.
2. Las líneas alemanas de defensa estuvieron excepcionalmente bien preparadas (puestos de tiro reforzados por trincheras, alambrados, campos de minas, etc.).
3. Varios de las divisiones de fusileros soviéticos estaban insuficientemente preparadas para una situación de asalto en el marco de una configuración de defensa a líneas múltiples. Esto se reveló muy particularmente para las divisiones de reserva, cuya formación no había sido dirigida de forma correcta.
4. El número de tanques desplegados en la batalla era insuficiente, lo que obligó a los comandantes soviéticos a apoyarse en la artillería, los morteros y la infantería para atravesar las líneas alemanas. Es más, los numerosos contraataques alemanes y la abundancia de los campos minados disminuyeron la progresión de la infantería.
5. La colaboración entre los regimientos y las divisiones estaba lejos de ser perfecta. Hubo unas pausas intempestivas durante el ataque, así como una voluntad de ciertos regimientos de evitar el asalto y de exponer a otros en su lugar.
6. Numerosos comandantes soviéticos habían sido cogidos por sorpresa en reiteradas ocasiones por los contraataques alemanes y no actuaron de manera apropiada, y esto, a pesar de que los efectivos de sus tropas eran superiores a las de la Wehrmacht.
7. La infantería no supo utilizar correctamente sus propios armamentos (tales como sus propias armas pesadas y los morteros portátiles). Se apoyó demasiado en la artillería.
8. El hecho de que la ofensiva hubiera sido trasladada del 3 de agosto al 7 de agosto permitió a las tropas alemanas preparar mejor su defensa.

Teniendo en cuenta todos estos factores, el mariscal Vóronov pidió que el 4.º ejército de Blindados y el 8.º Cuerpo de Artillería fueran trasladados al Frente de Briansk con vistas a ser empleados en virtud del ataque de los accesos a Smolensk.
Este callejón sin salida, muy lejos de las esperanzas de la Stavka, tuvo por lo menos un mérito: reunió nada menos que al 40% del conjunto de las divisiones alemanas sobre el Frente Oriental en los alrededores de Smolensk, lo que alivió mucho la tarea de las tropas soviéticas que combatían al sur y en la región de Kursk. La Stavka, que había planeado repetir la ofensiva el 21 de agosto, decidió retrasarla ligeramente, de modo que las unidades soviéticas tuvieran tiempo de despachar el reaprovisionamiento y nuevos refuerzos.

## Segunda fase (21 de agosto - 6 de septiembre)
A mediados de agosto, la situación sobre el Frente Oriental había evolucionado y el Ejército Rojo empezó una ofensiva más general, que se presentó con la operación de contraofensiva Polkovodets Rumyántsev en la región de Kursk y que prosiguió con la batalla del Dniéper en el sur. Sin embargo, la Wehrmacht continuaba consolidando sus tropas alrededor de Smolensk y alrededor de Róslavl, retirando, para hacer esto, varias divisiones de la región de Oriol. En consecuencia, la contraofensiva de Kursk se realizó de forma relativamente fácil en los accesos de Oriol, creando en la línea de defensa enemiga un ancho saliente en el Sur de Smolensk y de Briansk.
En esta situación, la antigua estrategia de ataque, orientada hacia el sudoeste con destino a Róslavl y con destino a Bryansk, se reveló obsoleta. La Stavka decidió desplazar más bien el ataque hacia el oeste, con destino a Yelnia y con destino a Smolensk.

### Ofensiva de Yelnia
Yelnia fue considerada como una «clave» en la defensa de Smolensk y, por consiguiente, las tropas alemanas habían colocado un sólido dispositivo de defensa alrededor de la ciudad. Los sectores pantanosos que rodeaban los ríos Desná y Ugrá habían sido minados y sobre las colinas que dominaban la ciudad se habían emplazado armas pesadas. Durante semana del 20 al 27 de agosto, los ejércitos soviéticos recibieron refuerzos de tanques y de artillería.
La ofensiva finalmente se efectuó el 28 de agosto, y fue realizada por tres ejércitos (10.º, 21.º y 33.er Ejército), respaldadas por tres cuerpos acorazados y cuerpos mecanizados, y la 1.ª Fuerza Aérea. Estos tres ejércitos cubrían un frente de 36 kilómetros, formando una concentración extremadamente fuerte de tropas. Sin embargo, estas tropas tuvieron problemas de aprovisionamiento y de falta de carburante, disponiendo solo con lo que ya contaban, que duraría una o dos semanas.
Después de un intenso bombardeo de 90 minutos, las tropas soviéticas comenzaron a avanzar. Tanto el bombardeo de la artillería como el empleo de cazabombarderos permitió debilitar considerablemente las líneas alemanas, dándole al Ejército Rojo la posibilidad de efectuar en un día, una abertura sobre un frente de 25 kilómetros y de provocar la retirada de las líneas enemigas entre 6 y 8 kilómetros. Al día siguiente, el 29 de agosto, las divisiones de fusileros soviéticos continuaron avanzando, creando un frente saliente de 30 kilómetros de longitud con una profundidad de 12 a 15 kilómetros.
El 2.º Cuerpo Blindado comenzó a participar en la batalla con el fin de agrandar la abertura creada. En un día, sus tropas avanzaron 30 kilómetros, hasta los accesos de Yelnia, no dejándoles a los alemanes el tiempo para reagrupar sus fuerzas, atacando la ciudad y comenzando a cercarla. El 30 de agosto, las fuerzas alemanas fueron forzadas a abandonar Yelnia, sufriendo grandes pérdidas. Esta derrota marcó el principio de la retirada alemana en la región. El 3 de septiembre, las fuerzas soviéticas alcanzaban la orilla oriental del Dniéper.

### Maniobra de Briansk
En la región de Briansk, los acontecimientos también fueron favorables para los soviéticos, a pesar de una fuerte resistencia alemana. La identificación de una falla en la defensa alemana iba a modificar todos los planes previstos. La facilidad asombrosa con la cual fueron tomadas varias colinas que dominaban la región alrededor de Dúbrovka, al norte de Briansk, y la captura consecutiva de numerosos soldados alemanes, probablemente poco preparados para el combate, llamaron la atención al general Markián Popov, encargado del Frente de Briansk de junio a octubre de 1943. Esta situación probablemente significaba que la ofensiva soviética no había sido prevista por los alemanes a lo largo de este eje en particular.
En consecuencia, la frontera entre el Frente bielorruso y el Frente del Oeste soviético se reunió en el Sur, lo que permitió a los dos «nuevos» ejércitos empezar una maniobra en tenazas hacia Dúbrovka y alrededor de Briansk, obligando a las fuerzas alemanas a batirse en retirada.
Para el 6 de septiembre, la ofensiva había disminuido notablemente sobre el conjunto del frente; las tropas soviéticas avanzaban solamente 2 kilómetros por día. Sobre el costado derecho, los violentos combates habían estallado en los bosques de los alrededores de Yártsevo. En el centro, las tropas soviéticas en marcha alcanzaban la línea defensiva del Dniéper. Sobre el costado izquierdo, las divisiones de fusileros soviéticos avanzaban a marcha lenta mientras penetraban en los bosques en el Sudoeste de Yelnia. Es más, las tropas soviéticas estaban tan agotadas y diezmadas, hasta el punto que su potencia y su eficacia estaban notoriamente disminuidas. El 7 de septiembre, la ofensiva se detuvo, marcando el fin de la segunda fase de la operación de Smolensk.

## Tercera fase (7 de septiembre - 2 de octubre)
Durante la semana del 7 al 14 de septiembre, las tropas soviéticas recibieron nuevos refuerzos y se prepararon para una nueva ofensiva. Los objetivos siguientes definidos por la Stavka concernían a las ciudades mayores de Smolensk, Vítebsk y Orsha. La operación prosiguió el 14 de septiembre, desarrollándose en el costado izquierdo del Frente de Kalinin y en el Frente del oeste. De nuevo, después de un bombardeo de artillería preliminar, las tropas soviéticas intentaron perforar las líneas alemanas.
En el sector de ataque del Frente de Kalinin, el Ejército Rojo creó en un día un orificio de 30 kilómetros de longitud y de entre 3 a 13 kilómetros de profundidad. Después de cuatro días de enfrentamiento, los soviéticos se apoderaron de Dukovshina, otra ciudad «llave» en la línea de defensa alemana por encima de Smolensk.
En el sector de ataque del Frente del oeste, donde la ofensiva se presentó un día más tarde, la abertura se reveló también prometedora, con la creación de un saliente de 20 kilómetros de longitud con una profundidad de 10 kilómetros. El mismo día, Yártsevo, una estación ferroviaria importante y próxima de Smolensk, fue liberado por las tropas soviéticas. Sobre el costado izquierdo del Frente del oeste, las divisiones de fusileros soviéticos alcanzaron el río Desná y lo flanquearon, creando varias cabezas de puente sobre su orilla occidental.
En consecuencia, la línea defensiva que protegía a Smolensk se encontró agobiada, lo que expuso a las tropas que defendían la ciudad a maniobras de envolvimiento. El general alemán Kurt von Tippelskirch, El jefe del Estado Mayor del 4.º ejército durante la operación de Smolensk, luego Comandante de este 4.º ejército, escribió más tarde:

Las fuerzas de la Frente del oeste soviético atacaron el costado izquierdo del Grupo de Ejércitos Centro sobre la línea Dorogobuzh-Yelnia, con el fin de efectuar una abertura con destino a Smolensk. Resultó entonces que claramente se había vuelto imposible tener el saliente —avanzando con destino al este— ocupado por el 9º Ejército

Para el 19 de septiembre, las tropas soviéticas habían creado en las líneas alemanas una brecha de 250 kilómetros de anchura y 40 kilómetros de profundidad. El día siguiente, la Stavka ordenó a las tropas situadas sobre el Frente del oeste de avanzar hacia Smolensk con el objetivo de alcanzarlo a más tardar el 27 de septiembre, para perseguir luego su progresión con destino a las ciudades de Orsha y de Mogilev. Las tropas presentes sobre el Frente de Kalinin tuvieron, en cuanto a ellas, la misión de tomar la ciudad de Vítebsk antes del 10 de octubre.
El 25 de septiembre, después de una travesía de la parte septentrional del Dniéper y al término de los combates vecinos que se habían llevado a cabo cada noche, las tropas soviéticas liberaron la ciudad de Smolensk. El mismo día, Róslavl, otra ciudad importante, corrió igual suerte. Para el 30 de septiembre, las fuerzas soviéticas, agotadas y diezmadas, fueron empantanadas en los accesos de las ciudades de Vítebsk, Orsha y Mogilev, que todavía estaba en manos de la Wehrmacht. La operación de Smolensk finalmente acabó el 2 de octubre. Una continuación relativamente limitada de ataques fue emprendida, con la intención de recuperar la ciudad de Nével, que fue liberada tras dos días de combate. Globalmente, las tropas soviéticas lograron, en el transcurso de la veintena de días sobre la cual se celebró esta tercera fase de la ofensiva, avanzar entre 100 y 180 kilómetros, según los lugares.

## Consecuencias y balance del conflicto
La operación de Smolensk constituyó una victoria decisiva para los soviéticos y una derrota aguda para la Wehrmacht. Esta victoria del Ejército Rojo puede parecer modesta en comparación con las ofensivas que se efectuarían más tarde (no permitió hacer retirar las líneas enemigas más allá de 200 a 250 kilómetros), pero tuvo no obstante un impacto importante en diversas consideraciones.
Primero, las tropas alemanas definitivamente fueron rechazadas de los accesos a Moscú. Esta amenaza estratégica, fuente de las más grandes inquietudes de la Stavka desde 1941, fue apartada por fin.
En segundo lugar, los anillos defensivos alemanes, en los cuales las tropas de la Wehrmacht habían previsto apoyarse, fueron totalmente rebosados por lo esencial. Un cierto número de ellos llegó a resistir, pero fue rápidamente evidente que no durarían demasiado. En un ensayo escrito después de la guerra por diversos oficiales de la Wehrmacht, encontramos esta constancia:

Aunque las acciones vigorosas del mando y de las tropas les hubieran permitido a los alemanes crear un frente continuo, a posteriori, no cabe duda que el mal estado de las tropas, la ausencia total de reservas y la inevitable extensión de líneas de frente individuales disparatadas, contribuyeron enmascarando el riesgo de hundimiento incurrido en caso de un ataque soviético superior sobre este frente heterogéneo, construido con tanta dificultad

En tercer lugar, lo más importante, la operación de Smolensk constituyó una importante operación de sostenimiento en relación con la batalla del Dniéper, movilizando entre 40 y 55 divisiones alemanas a los accesos de Smolensk e impidiendo este hecho su relocalización sobre la frente Meridional.
Finalmente, el frente alemán, antes unido y compacto, fue separado en lo sucesivo en dos por los inmensos e impenetrables pantanos de Prípiat. El Grupo de Ejércitos Meridional (Heeresgruppe Süd) se encontró así disociado de las divisiones ubicadas en el norte: de esta forma, la Wehrmacht aminoró considerablemente sus posibilidades de movimientos de tropas y de aprovisionamiento entre estos dos sectores del frente.
Por primera vez, las tropas soviéticas penetraron en territorios desde hace tiempo ocupados por los alemanes, y descubrieron allí los crímenes de guerra cometidos por la SS, el Einsatzgruppen y las tropas de la Wehrmacht. En las zonas liberadas en el curso de la operación de Smolensk (que estuvieron ocupadas desde hace casi dos años), casi la totalidad de la industria y de la agricultura había sido devastada. En el óblast de Smolensk mismo, el 80% del espacio urbano y el 50% del espacio rural habitado habían sido destruidos, así como numerosas fábricas y manufacturas.
Después de la ofensiva de Smolensk, la parte central del Frente germano-soviético se estabilizó durante numerosos meses, hasta finales de junio de 1944, desplazándose las principales zonas de combate hacia el sur en la región del Dniéper, para la conquista de los territorios de Ucrania. Es solo en el curso del enero de 1944 que el frente se llevó de nuevo hacia el norte, cuando las fuerzas alemanas fueron rechazadas en Leningrado, al término de un asedio que había durado 900 días. Finalmente, la operación Bagration, realizada en el curso del verano de 1944, le permitió al Ejército Rojo eliminar la presencia militar alemana en casi la totalidad de los territorios soviéticos todavía ocupados, lo que puso término a la ocupación nazi de la URSS, llevando la guerra luego a Polonia y Alemania.